# 마르세유 메트로

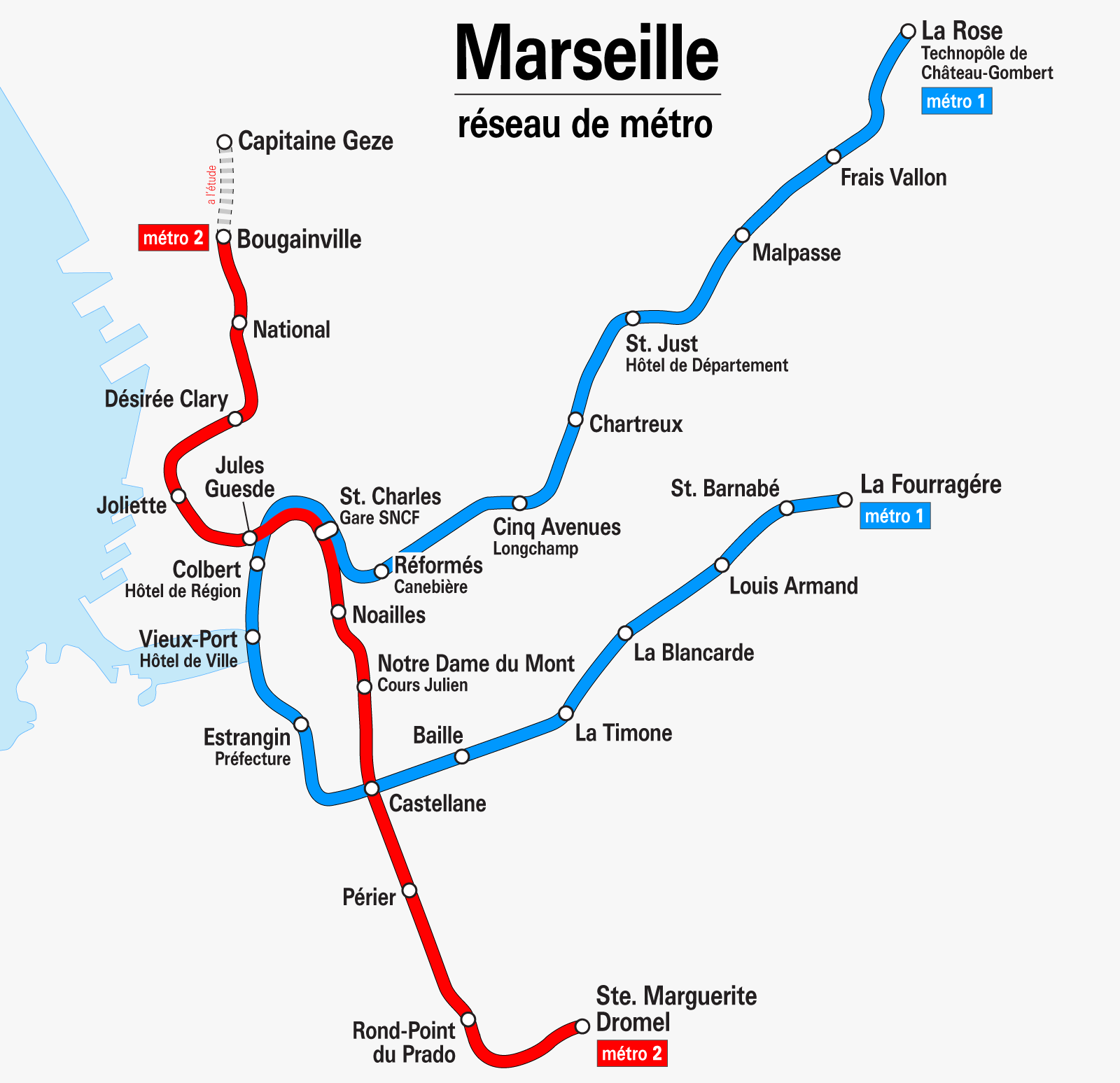
마르세유 메트로의 노선도

마르세유 메트로(프랑스어: Métro de Marseille)는 프랑스 마르세유를 달리는 도시 철도 시스템이다.

## 같이 보기
- 지하철 목록